# الأعاصير (مسلسل)
الأعاصير مسلسل رسوم متحركة بريطاني أمريكي عرض لأول مره في 12 سبتمبر 1993 واستمر حتى 1 يناير 1997 . تم دبلجة المسلسل للعربية من قبل مركز الزهرة وعرض على قناة سبيس تون.

## روابط خارجية
- http://www.dhxmedia.com/shows/animation/hurricanes.html
- الأعاصير على موقع IMDb (الإنجليزية)
- الأعاصير على موقع كينوبويسك (الروسية)
- الأعاصير على موقع ألو سيني (الفرنسية)
- الأعاصير على موقع قاعدة بيانات الفيلم (الإنجليزية)